# Hôpital de Blackeberg
L'hôpital de Blackeberg (en suédois : Blackebergs sjukhus) ou Västra sjukhuset est un hôpital dans le quartier de Blackeberg à Stockholm en Suède.

## Présentation
L'hôpital de Blackeberg est un bâtiment dont l'adresse est Blackebergsbacken 35, dans le quartier Blackeberg de Västerort. 
Le bâtiment est situé avec vue sur le lac Mälar et l'île de Lovön.
Dans les années 1920, les francs-maçons ont acheté le terrain de Blackeberg à Knut Ljunglöf, et y ont construit l'orphelinat des francs-maçons (sv) qui a été inauguré en 1930.
Après un peu plus de dix ans de fonctionnement, l'établissement a été fermé et en 1946 il fut vendu à la ville de Stockholm. 
L'orphelinat maçonnique a été reconstruit pour les soins de santé et en 1949, une maison pour les malades chroniques y a été ouverte.
Un bâtiment hospitalier a été construit à côté et a été nommé Hôpital de Blackeberg. 
L'architecte était Hermann Imhäuser, qui avait également conçu auparavant le Södersjukhuset. 
Le grand bâtiment, construit par étapes entre 1956 et 1972, était principalement utilisé comme hôpital de soins de longue durée. 
Il est situé approximativement à l'endroit où Knut Ljunglöf avait sa ferme et ses écuries.
Lorsque la réforme Ädelreformen (sv) a été mise en œuvre en 1992, une grande partie des soins aux personnes âgées est devenue une compétence municipale, mais le conseil départemental a continué d'être responsable des soins de santé aux personnes âgées. 
Les activités de l'hôpital de Blackeberg ont donc été confiées à différents mandants, la commune de Stockholm et le conseil du comté de Stockholm.
En 1997, les opérations de la clinique gériatrique du conseil du comté à l'hôpital Blackeberg à Blackeberg ont été fusionnées avec l'hôpital Råcksta, sous le nom d'hôpital Västra. En janvier 2002, cette activité a été confiée à la société Brommageriatriken, détenue par ses employés, qui a déménagé dans d'autres locaux au printemps 2003, dans ce qui était auparavant l'hôpital Beckomberga.